# Mataeocephalus adustus
Mataeocephalus adustus är en fiskart som beskrevs av Smith och Lewis Radcliffe 1912. Mataeocephalus adustus ingår i släktet Mataeocephalus och familjen skolästfiskar. Inga underarter finns listade i Catalogue of Life.